# Miha Zupan
Miha Zupan, slovenski košarkar, * 13. september 1982, Kranj.
Miha Zupan je slovenski košarkar, ki je gluh od rojstva. V sezoni 2006 je prestopil iz Slovana, kjer je uspešno igral več sezon, v Olimpijo, toda zaradi pravnega spora večji del sezone ni smel igrati. Zato v sezoni 2006/2007 ni zaigral na niti eni evroligaški tekmi. 1. marca 2007 je Košarkarska zveza Slovenije po dogovoru obeh klubov le registrirala Zupana za Olimpijo, tako da od takrat lahko igra. V Evroligi je tako zaigral v sezoni 2007/2008, s čimer je postal prvi gluhi igralec, ki mu je to uspelo. Mednarodni komite za šport gluhih ga je izbral za najboljšega gluhega športnika na svetu za leto 2010.

## Začetki
Košarko je pričel igrati, ko je bil star dvanajst let, in sicer v šolski ligi in ne v kakšnem izmed klubov. Njegova prva tekma, ki jo odigral na višjem nivoju, je bila za reprezentanco gluhih na olimpijskih igrah leta 1997. Igral je sicer bolj malo in večino časa prebil na klopi. Nato ga je pot vodila v tretjo slovensko ligo, kjer je bil član kluba DGN (Društvo gluhih in naglušnih Ljubljana). Tukaj se je praktično začela njegova košarkarska kariera. V moštvu so bili vsi gluhi in so si veliko pomagali med seboj. Tri leta je dobro igral za DGN. Takratni selektor reprezentance gluhih je uvidel, kakšen potencial ima in je prosil Janeza Drvariča, direktorja slovenske reprezentance, če lahko igra na All Stars tekmi. Vsem je nato pokazal, da je sposoben igrati na višjem nivoju. Janez Rajgelj ga je kmalu kontaktiral ter ga kasneje pripeljal na Slovana. Na Kodeljevem je pri sedemnajstih letih podpisal prvo profesionalno pogodbo. Od takrat naprej je začel igrati tudi za mladinsko reprezentanco. 